# Palais Wittgenstein (Düsseldorf)
Il Palais Wittgenstein è un teatro a Düsseldorf, nella Renania Settentrionale-Vestfalia, in Germania, situato in Bilker Straße 7-9 (Carlstadt).

## Descrizione
Il teatro Palais Wittgenstein ospita una sala da concerto, il teatro delle marionette di Düsseldorf, l'Institut Français Düsseldorf e un caffè in stile Liberty.

## Storia
L'edificio oggi noto come Palais Wittgenstein fu costruito nel corso dell'insediamento del commerciante di vini Heinrich Huyssen dopo il 1790, che proveniva da una famiglia di Essen.  Nel 1801 tornó di nuovo a Essen, ma possedeva ancora la casa.  Il proprietario successivo fu il presidente del Senato Johann Theodor Jakob Barone von Kylmann (1751-1837), in seguito sua figlia Constanze (1801-1872) e suo marito Barone Phillip von Lezaack (1796-1878).  Il principe Alexander zu Sayn-Wittgenstein acquistò la casa nel 1874, ma la lasciò nel 1876.  Nel 1878, il commerciante di vini Eduard Hauth spostò la sua enoteca da Schwanenmarkt a Bilker Strasse 7 e poté utilizzare le cantine create da Huyssen. La porta del Palais Wittgenstein è il capolavoro Paul Bogus, acquistato per la casa Hauth, Bilker Strasse 7 per 600 marchi d'oro in occasione della fiera commerciale di Düsseldorf del 1902. 
Nel 1974-1976, l'edificio, gravemente danneggiato durante la seconda guerra mondiale, fu ricostruito storicamente dall'autorità edile municipale, l'architetto Alo Terhoeven.  Nel 1976 il Palais Wittgenstein fu aperto come centro culturale.  Nell'ambito dei lavori di ristrutturazione, l'ex macelleria Peter London, precedentemente Lorettostraße 30, acquisita dalla città di Düsseldorf nel 1975, è stata installata nel Palais nel 1976 e da allora è stata utilizzata come caffetteria.  È un esempio di storicismo del 1900 ed è stato acquisito da Theodor London per 28.000 marchi d'oro alla mostra mondiale di Gand, in Belgio, esposta lì nel 1906

## Uso odierno
L'Institut Français Düsseldorf, fondato nel 1950, si trasferì al Palais Wittgenstein nel 1977. Organizza corsi di lingua e programmi culturali e gestisce una biblioteca multimediale, uffici e aule.
Concerti e letture si svolgono regolarmente nella sala concerto del Palais Wittgenstein, che offre 234 posti a sedere.
Il cortile interno conduce al Teatro delle Marionette di Düsseldorf, che mostra produzioni per adulti e bambini di età superiore agli otto anni con circa 230 spettacoli all'anno. Il teatro delle Marionette è situato nel Palais dal 1965, fino al 1985 come "Teatro Rheinischer Marionetten" della famiglia Zangerle, e dal 1986 come "Düsseldorfer Marionetten-Theater" sotto la direzione di Anton Bachleitner.